# Leslie Bassett
Leslie Bassett (nacido el 22 de enero de 1923 en Hanford, California) es un compositor de música clásica estadounidense y profesor emérito de Composición en la Universidad de Míchigan. Bassett recibió el Premio Pulitzer por Música en 1966 por Variaciones para Orquesta.
Estudió composición con Homer Keller en la Universidad de Míchigan.
Es miembro de la sección Gamma Pi de Phi Mu Alpha Sinfonia de la California State University Fresno, 1942.

### Entrevistas
- Interview by Bruce Duffie, 11 de junio de 1987

- Datos: Q958467